# Zoque (plat)
Pour les articles homonymes, voir Zoque.
La zoque (également connue sous le nom de zoque malagueño) est une variante du gaspacho andalou très populaire à Malaga. Il s'agit d'une soupe froide dont les principaux ingrédients sont des légumes rouges tels que la tomate, le poivron (rouge), la carotte, etc. Elle contient également de l'ail. Elle se distingue du gaspacho andalou par l'utilisation d'ail écrasé et de carottes, ainsi que par sa texture plus épaisse que d'habitude. Elle est généralement servie fraîche et accompagnée d'éléments solides tels que des crevettes ou du jambon.

## Préparation et caractéristiques
L'une des principales caractéristiques du zoque est son onctuosité abondante. Le mot Zoque trouve son origine dans la langue arabe suqat qui signifie « déchet ou objet sans valeur ». Indiquant l'utilisation de pain rassis comme l'un de ses ingrédients. Il est parfois servi avant les plats de poisson typiques de Malaga, parfois comme simple accompagnement. Il est d'usage, selon certains convives, de le servir avec des raisins. Dans la ville de Benamargosa, à Malaga, il est préparé sans tomate et avec des citrons appelés cascarúos (limón de pera, une variété de Citrus medica).